# Qualifikationsrahmen für den schweizerischen Hochschulbereich
Der Qualifikationsrahmen für den schweizerischen Hochschulbereich (nqf.ch-HS) definiert die Qualifikationen und Stufen der Hochschulbildung in der Schweiz im Rahmen des Bologna-Prozesses. Es ist die nationale Umsetzung des Qualifikationsrahmens für den Europäischen Hochschulraum QF-EHEA des Vorläufers des Europäischen Qualifikationsrahmens für Lebenslanges Lernen (EQR LLL). Für den Bereich der Berufsbildung wurde in der Schweiz der EQR LLL umgesetzt als Nationaler Qualifikationsrahmen Berufsbildung Beide existieren bisher unabhängig voneinander, die spätere Schaffung eines Gesamtrahmens ist zwar nicht ausgeschlossen, im Moment besteht dafür jedoch weder eine Notwendigkeit noch ein politischer Auftrag.
Der Qualifikationsrahmen für den schweizerischen Hochschulbereich umfasst die Stufen  1 (Bachelor), 2 (Master) und 3 (Doktorat) und Teile der Weiterbildung, die in der Regel konsekutiv angeordnet sind. Dort werden die folgenden fünf Gegenstände beschrieben:
- sogenannte generische Deskriptoren, welche Lernergebnisse definieren, die in den drei Stufen zu erreichen sind (Wissen und Verstehen, Anwendung von Wissen und Verstehen, Urteilen, Kommunikative Fertigkeiten, Selbstlernfähigkeit)[5]
- Zulassungsbedingungen
- ECTS-Credits
- Abschlüsse

Es werden auch die Übertritte von Bachelor- zu Masterstudiengängen eines anderen Hochschultyps dargestellt, die in einer Vereinbarung von 2007 geregelt worden sind.
Der nqf.ch-HS wurde am 23. November 2009 vom Leitungsausschuss der damaligen drei Rektorenkonferenzen (der CRUS, der COHEP und der KFH, heute als swissuniversities zusammengeführt) verabschiedet. Am 30. Juni 2011 wurde er, soweit er die Schweizer Universitäten betrifft, von der Schweizerischen Universitätskonferenz genehmigt. Diese Organisation wurde als zuständig erklärt, weil vor allem die Kantone der Schweiz für diese Regelungen zuständig ist und swissuniversities eine koordinierende Funktion wahrnimmt.